# Дедушка и внучек
«Дедушка и внучек» — советский рисованный мультфильм 1950 года, одна из популярных мультисторий режиссёра Александра Иванова.

## Сюжет
Наступила зима, и всё вокруг покрылось снегом: такая благодать для игр, шалостей и занятий спортом. В начале мультфильма Зайчонок, Лисёнок и Белочка, собравшиеся на каток, решили разбудить своего друга Мишку от зимней спячки. Это им удаётся с огромным трудом, и Мишка выбирается на каток, хотя поначалу его клонило в сон. Кое-как троица учит Мишку кататься на коньках, но приходит старый Медведь и уводит внука спать, считая, что «не медвежье это дело на коньках елозить — одно баловство да и простуда». Зайчонок пытается убедить Медведя, что спорт укрепляет здоровье, но тот, разгневавшись, прогоняет его.
После приключений на катке Мишке стало душно, и ему перехотелось спать, поэтому он уговорил деда отпустить его на каток. Вернувшись к Зайчонку, Лисёнку и Белочке, Мишка вновь стал кататься с ними на коньках.
На следующий день был открыт каток для начинающих. Как только пёс-дворник подмёл лёд, троица вновь стала учить Мишку кататься на коньках, после чего он быстро втянулся в жизнь лесной спортивной школы. 
Когда наступил день показательных выступлений юных фигуристов, старый Медведь всё-таки пробудился от зимней спячки и вместе с псом-дворником стал смотреть выступления всех фигуристов, включая своего внука. Как только выступления закончились, дед также решил встать на коньки, отблагодарив своего внука «за пример да за науку».
В конце звери дружно поют песню о походе на каток.

## Создатели
| сценарий                       | Бориса Ласкина |
| режиссёр                       | Александр Иванов |
| художник-постановщик           | Евгений Мигунов |
| композитор                     | Моисей Вайнберг |
| оператор                       | Михаил Друян |
| звукооператор                  | Николай Прилуцкий |
| ассистенты режиссёра           | Иван Аксенчук, Фёдор Гольдштейн |
| ассистент по монтажу           | Александра Фирсова |
| второй оператор                | Екатерина Ризо |
| художники-мультипликаторы      | Борис Дёжкин, Лидия Резцова, Фаина Епифанова, Елизавета Комова, Валентин Лалаянц, Дмитрий Белов, Геннадий Филиппов, Вячеслав Котёночкин, Владимир Данилевич |
| художники-декораторы           | Ольга Геммерлинг, Ирина Светлица, В. Завилопуло |
| Роли озвучивали (нет в титрах) | Юрий Хржановский — медвежонок, Георгий Милляр — пёс, Сергей Троицкий — лисёнок, Константин Сорокин — дедушка Медведь                                        |

## Переозвучка
- В 2001 году мультфильм был отреставрирован и заново переозвучен компаниями ООО «Студия АС» и ООО «Детский сеанс 1». В новой версии была полностью заменена фонограмма, к переозвучиванию привлечены современные актёры, в титрах заменены данные о звукорежиссёре и актёрах озвучивания. Переозвучка была крайне негативно воспринята как большинством телезрителей[2][3], так и членами профессионального сообщества[4][5]. Качество реставрации также иногда подвергается критике.
- Озвучивание 2001 года:
- Ирина Маликова — зайчонок
- Владимир Конкин — лисёнок / пёс-дворник
- Борис Токарёв — медвежонок
- Юльен Балмусов — дедушка Медведь
- Александр Котов — пёс

## Переиздания на видео
Мультфильм неоднократно переиздавался на VHS и DVD в сборниках мультфильмов:
- «Лучшие советские мультфильмы» Studio PRO Video, VHS, середина 1990-х.
- «Союзмультфильм», сборник № ?, видеостудия «Союз», VHS 1995.
- «Самые любимые мультики 15», Союзмультфильм, дистрибьютор «Союз» VHS.
- «Михал Потапыч», Союзмультфильм, дистрибьютор «Крупный план», DVD.[6]

## О мультфильме
В первой половине 1950-х годов сняты такие знаменитые ленты, как «Сказка о рыбаке и рыбке» (1950) и «Каштанка» (1952) М. М. Цехановского, «Аленький цветочек» (1952) и «Золотая антилопа» (1954) Л. К. Атаманова, «Дедушка и внучек» (1950) А. В. Иванова и др.— Георгий Бородин

## Из воспоминаний
Художник-постановщик Евгений Мигунов вспоминает о мультфильме в собственной статье «О, об и про…» (журнал «Киноведческие записки» № 56):

Был однажды смешной эпизод. Обсуждали сценарий Б. Ласкина «Дедушка и внучек». Схематический и общий, он не заключал в себе ничего, из чего бы мог вырасти тут же фильм. Хороший знакомый Бориса Савельевича, Борис Ефимович тут же, весьма лестно отозвавшись о творцах (включая и нас с Александром Васильевичем Ивановым — режиссёром), выразил уверенность, что в «таких руках профессионалов этот превосходный сценарий засверкает, как алмаз в дорогой оправе…» и т. д. После чего он, вежливо извинившись, ушёл «по делам».
Худсовет после его ухода ожесточился и в течение трёх выступлений стёр в порошок даже замысел Бориса Ласкина. Причём это было сделано в резких сатирических тонах. Ещё во время чтения, которое, в порядке исключения, проделал сам автор — Ласкин, своим бархатным, акающим, чувственным голосом, вдохновенно и с энтузиазмом смакующим литературные «жемчужины» типа «зверушки разбиваются на два пёстрых круга — наружный и внутренний. Наружный едет по часовой стрелке, внутренний — …». И тут его обрезал, как ножом, Давыдов, закончив за него: «… по минутной!». Стало ясно, что из сценария ничего не получилось! Была предложена коренная переработка.— Евгений Мигунов, Киноведческие записки № 56